# Thayer David
Pour les articles homonymes, voir David.
Thayer David est un acteur américain, né le 4 mars 1927 à Medford, dans le Massachusetts, et mort le 17 juillet 1978 à New York, dans l'État de New York.

## Filmographie

### Cinéma
- 1957 :  L'Ennemi public (Baby Face Nelson) : Connelly
- 1958 : Le Temps d'aimer et le Temps de mourir (A Time to Love and a Time to Die), de Douglas Sirk : Oscar Binding
- 1958 : Wolf Larsen : Mugridge
- 1959 : Voyage au centre de la Terre (Journey to the Center of the Earth), de Henry Levin : comte Saknussem
- 1960 : L'Histoire de Ruth (The Story of Ruth) : Hedak
- 1970 : La Fiancée du vampire (House of Dark Shadows), de Dan Curtis : professeur T. Eliot Stokes
- 1970 : Little Big Man, d'Arthur Penn : rév. Silas Pendrake
- 1971 : Night of Dark Shadows, de Dan Curtis : rév. Strack
- 1972 : Sauvages (Savages) : Otto Nurder, un capitaliste
- 1972 : The Stoolie : Lattimore
- 1973 : Sauvez le tigre (Save the Tiger), de John G. Avildsen : Charlie Robbins
- 1973 : Happy Mother's Day, Love George : Ministre Pollard
- 1973 : Le Loup-garou de Washington (The Werewolf of Washington), de Milton Moses Ginsberg : Inspecteur
- 1975 : Peeper : Frank Prendergast
- 1975 : Fore Play : Général
- 1975 : La Sanction (The Eiger Sanction), de Clint Eastwood : Dragon
- 1975 : Hearts of the West, d'Howard Zieff : Directeur de la banque
- 1976 : La Duchesse et le Truand (The Duchess and the Dirtwater Fox), de Melvin Frank : Josiah Widdicombe, le patriarche Mormon
- 1976 : Rocky, de John G. Avildsen : Jergens
- 1977 : Touche pas à mon gazon (Fun with Dick and Jane), de Ted Kotcheff : Deacon
- 1977 : Sudden Death (en) d'Eddie Romero
- 1978 : House Calls : Phil Pogostin

### Télévision
- 1960 : The Three Musketeers : monsieur de Treville
- 1966-1971 : Dark Shadows : Matthew Morgan/Ben Stokes/Timothy Eliot Stokes/Sandor Rakosi/Andreas Petôfi/Mordecai Grimes
- 1967 et 1968 : Les Mystères de l'Ouest (The Wild Wild West), de Michael Garrison (série)
  - La Nuit du Samouraï (The Night of the Samurai), saison 3 épisode 6, de Gunnar Hellström (1967) : Hannibal Egloff
  - La Nuit de la Malédiction (The Night of the Spanish Curse), saison 4 épisode 14, de Paul Stanley (1968) : Cortez
- 1969 : Dead of Night: A Darkness at Blaisedon : Seth Blakely
- 1974 : The Missiles of October : Narrator
- 1975 : The Secret Night Caller : Mr. Henry
- 1976 : Starsky et Hutch : S1 Ep19, Omaha Tiger : Mr Felton
- 1976 : Columbo : Tout n'est qu'illusion (Now You See Him) : Magic Shop Owner
- 1976 : Francis Gary Powers: The True Story of the U-2 Spy Incident : Nikita Khrushchev
- 1977 : Racines (Roots) (feuilleton) : Harlan
- 1977 : The Rhinemann Exchange (feuilleton) : Industrialist
- 1977 : The Amazing Howard Hughes : Floyd Odlum
- 1977 : Intrigues à la Maison Blanche (Washington: Behind Closed Doors) (feuilleton) : Elmer Morse
- 1977 : L'Homme araignée (The Amazing Spider-Man) : Edward Byron
- 1979 : Nero Wolfe (en) : Nero Wolfe